# Josep Maria Blanco Ibarz
Josep Maria Blanco Ibarz   (Barcelona, 2 de desembre de 1926 - Barcelona, 29 de maig de 2019) fou un dibuixant de còmics català.
El 2016 fou guardonat amb el Gran Premi del Saló del 34a edició del saló del còmic de Barcelona per la seva llarga trajectòria en el món del còmic.

## Biografia

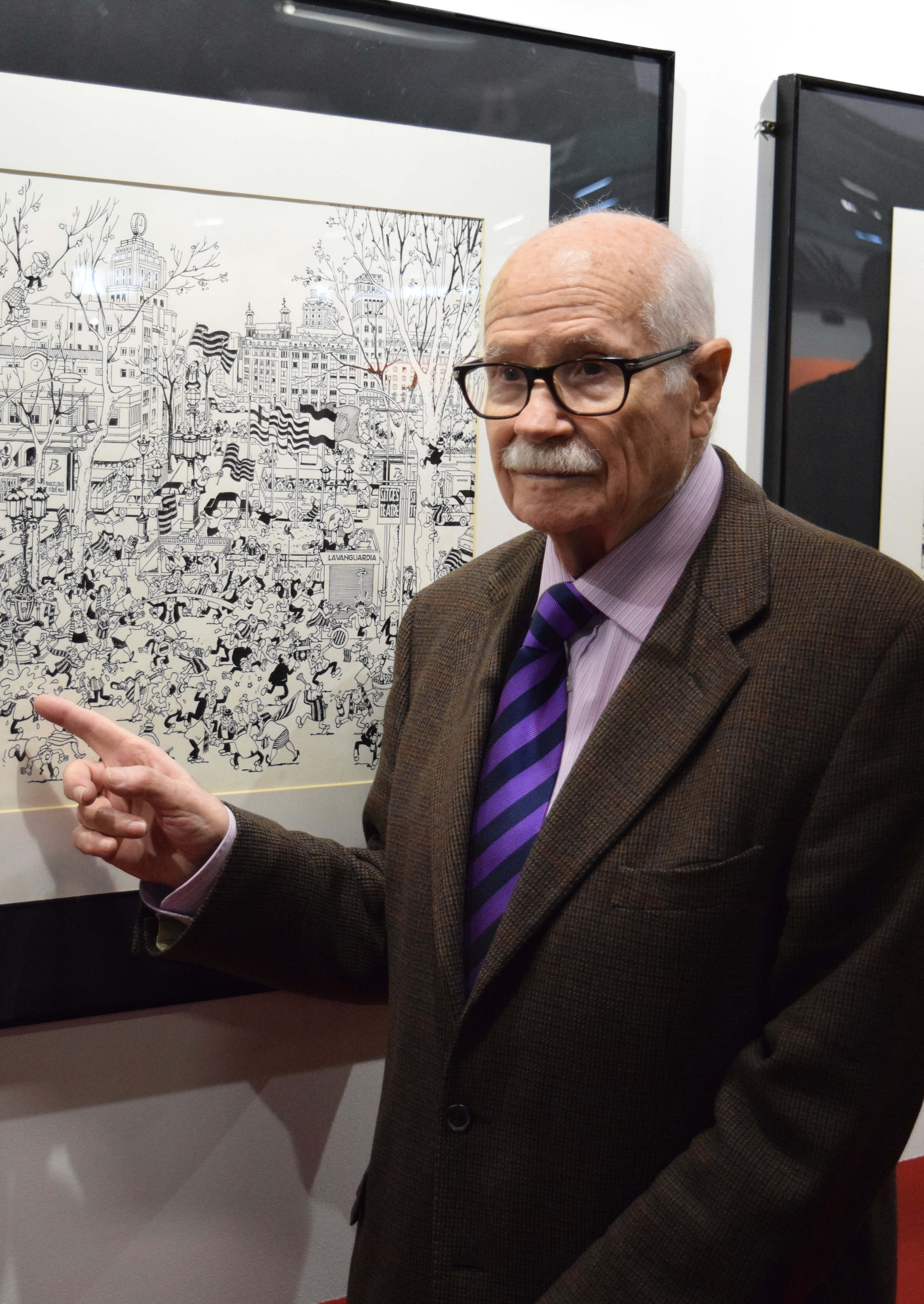
Blanco mostrant un dibuix seu a l'exposició Humor Blanco del TBO, Saló del Còmic de Barcelona de 2017.

De jove, Josep Maria Blanco es va posar a treballar en una sucursal bancaria.
Els anys 1950 va començar a col·laborar amb el TBO, com a integrant d'una nova generació d'autors que van contribuir a renovar la veterana revista. Dibuixant i guionista autodidacta, va compaginar la seva activitat al món de la historieta amb el seu càrrec de comptable que exercia al banc fins a la seva jubilació.
El 1963 va crear la seva sèrie més popular al TBO: Los Kakikus. Cinc anys més tard, s'encarregava de continuar La familia Ulisses, respectant l'estil original del seu creador Benejam. Fou responsable de la sèrie fins al 1983, any en què la quarta etapa del TBO va tocar la seva fi.
Blanco era assidu del cafè barceloní "El Oro del Rhin" i solia freqüentar les terrasses de La Rambla o la Plaça de Catalunya, on observava els vianants i les situacions quotidianes, les quals utilitzava com a font d'inspiració pels seus còmics.
Un cop jubilat, el 1993 va realitzar La Barcelona de Blanco, una col·lecció d'il·lustracions, a més de felicitacions nadalenques, les quals distribueix anualment de forma desinteressada entre els seus col·legues.
El 2016, Josep Maria Blanco fou guardonat amb el Gran Premi del Saló, entregat a la 34a edició del saló del còmic de Barcelona.

## Premis
- 2010 - Premi Haxtur a l'«autor que amamos» (l'autor que estimem), pel conjunt de la seva carrera.
- 2016 - Gran Premi del Saló de Barcelona, pel conjunt de la seva carrera.

## Homenatges
El Saló Internacional del Còmic de Barcelona li va retre homenatge en dues ocasions, dedicant-li dues exposicions monogràfiques. La primera fou al Saló del Còmic de 1992, any en el qual la revista TBO celebrava el seu 75è aniversari. La segona exposició es va poder veure al Saló del Còmic de 2017, un any després que Blanco hagués guanyat el Gran Premi del Saló.
- Barcelona vista per Blanco (1992). Exposició composta per 28 originals en blanc i negre de dibuixos panoràmics de diversos indrets de Barcelona, com per exemple la Rambla, el moll de la fusta, la Sagrada Família o la plaça de Sant Jaume. Aquests indrets són l'escenari en els quals es congrega una multitud de personatges que solen aparèixer als còmics de Blanco.[8]
- Humor Blanco del TBO (2017). Exposició amb la qual el Saló va retre homenatge al TBO amb motiu del centenari de la revista, nascuda el 1917. L'exposició va estar dividida en quatre grans blocs, un dels quals estava íntegrament dedicat a Blanco, autor de referència del TBO i guanyador del Gran Premi del Saló de 2016. L'apartat posà èmfasi a les obres de Blanco publicades al TBO, com per exemple La familia Ulises a partir de 1968, o la sèrie Los Kakikus.

## Obra
| Any  | Títol                              | Tipus                  | Publicació                                                                 |
| ---- | ---------------------------------- | ---------------------- | -------------------------------------------------------------------------- |
| 1947 | El mundo se ríe                    | Sèrie col·lectiva      | Pulgarcito                                                                 |
| 1950 | Patam Plaff                        | Sèrie                  | Garabatos                                                                  |
| 1950 | El Loco Pericos                    | Sèrie                  | Garabatos                                                                  |
| 1963 | Los Kakikus                        | Sèrie                  | TBO                                                                        |
| 1968 | La familia Ulisses                 | Sèrie                  | TBO                                                                        |
| 1970 | Humor gráfico español del siglo XX | Monografía col·lectiva | Salvat/Alianza Editorial: Biblioteca Básica Salvar de Libros RTVE, núm. 46 |